# Тромбидиаз

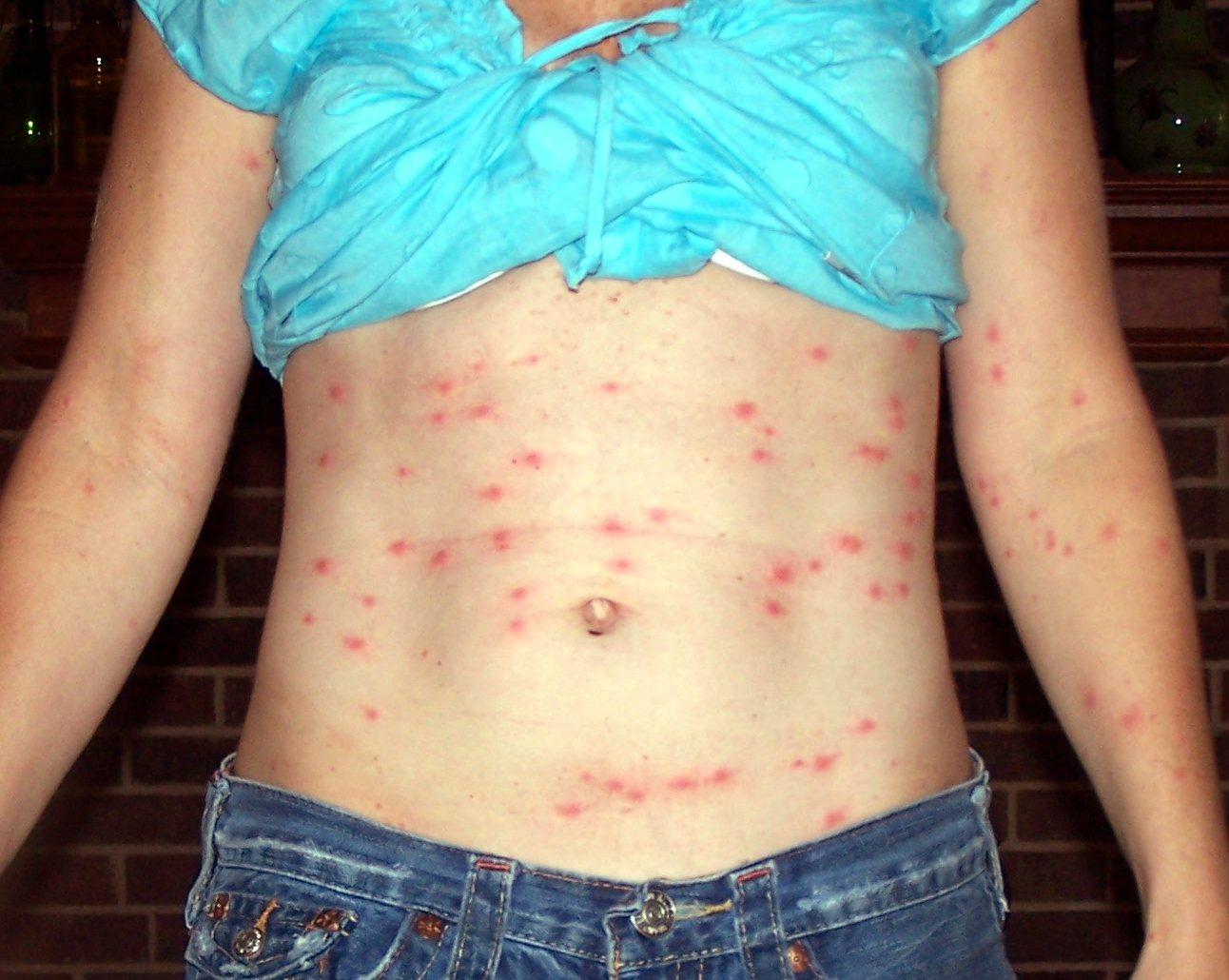
Сыпь спустя 36 часов после укуса клещей

Тромбидиаз (лат. Trombidiasis; Trombiculosis, тромбидиоз, тромбикулёз, болезнь крыжовниковая, эритема осенняя / erythema aultumnale, зуд косарей) — дерматозооноз из группы акараиазов, вызываемый краснотелковыми клещами и характеризующийся возникновением зудящих воспалительных пятен, узелков и папуловезикул.

## Этиология и эпидемиология
Тромбидиаз вызывают различные краснотелковые клещи: Leptus autumnalis (личинка Trombicula autumnalis, син.: Neotrombicula autumnalis), Trombicula alfreddugesi (син. Eutrombicula alfreddugesi, Trombicula irritans), Eutrombicula batatas, Eutrombicula splendens, Leptotrombidium akamushi, Leptotrombidium deliense и др.
Самки откладывают несколько сотен яиц. Жизненный цикл краснотелковых клещей состоит из 7 фаз: яйцо, предличинка, личинка, протонимфа, дейтонимфа, тритонимфа и имаго. Личинки краснотелковых клещей имеют длину 0,12—0,5 мм. Они нападают на животных и человека, питаясь тканевой жидкостью. После 2-10 и более дней питания они отпадают и превращаются в протонимфу.
Клещи семейства Trombiculidae широко распространены в природе.
Тромбидиаз вызывают личинки краснотелковых клещей, паразитирующих на мышах. Заболевание встречается в тропическом, субтропическом, реже — в умеренном климате (в тёплое время года). Личинки клещей в поисках пищи забираются на траву и кустарник, откуда и нападают на животных и людей. Чаще болеют в июле — сентябре люди, занятые полевыми и лесными работами.

## Патогенез
Кровососущие шестиногие личинки нападают на открытые участки кожи (лицо, ушные раковины, руки, подмышечные ямки, голени, бёдра, поясница, мошонка, ягодицы) при работе или прогулке летом. Чаще поражаются женщины и дети. Прилегающая одежда препятствует передвижению личинок, поэтому от укусов чаще всего страдают лодыжки. С помощью колющего хитинового прибора личинки внедряются в устья волосяных фолликулов и активно нарушают целостность кожных покровов. При этом их объект питания — не кровь, а клетки кожи. В коже хозяина под действием слюны личинок образуется стилостома (полый белковый канал, защищённый снаружи гиалином), через который они всасывают лимфу и межклеточную жидкость. Стилостома обладает сильными антигенными свойствами. Вокруг неё образуется очень сильно зудящая папула диаметром до 2 см; у сенсибилизированных лиц это происходит в течение нескольких часов. Расчёсывание места укуса приводит к гибели личинки. В этом случае в центре папулы возникает везикула, а основание становится геморрагическим. Зуд и жжение держатся на протяжении нескольких недель. Нередко высыпания представлены пурпурозной инфильтрацией или лентикулярными пустулами, исчезающими через 3-4 недели и оставляющими после себя пигментацию.
На месте присасывания паразитов возникает зуд, образуются эритематозные пятна, волдыри, папулы. Расчёсы могут привести к развитию пиодермии. Иногда отмечается лихорадочная реакция, которую не стоит смешивать с начальной стадией цуцугамуши, переносчиком возбудителя которого также являются личинки краснотелковых клещей.

## Передача инфекций при укусе
При укусах краснотелковые клещи могут передать возбудителей цуцугамуши, Ку-лихорадки, африканского клещевого риккетсиоза. Так, лихорадку цуцугамуши могут передать личинки Leptotrombidium (Trombicula) akamushi и L. deliense.

## Лечение
Для уничтожения клещей показано обтирание поражённой кожи 2 % раствором йода, бальзамом Шостаковского, 70 % спиртом (паразиты быстро погибают).
Профилактика: уничтожение грызунов, прокормителей краснотелковых клещей. Использование защитной одежды, репеллентов, акарицидов.
Прогноз благоприятный.